# 霞飛號航空母艦
霞飛號航空母艦（英語：Joffre）是霞飛級航空母艦的首艦，其同型艦為潘勒韋號，本艦以法國一戰著名元帥約瑟夫·霞飛命名，並於1938年11月26日在聖納澤爾彭霍特船塢與造船廠安置龍骨。然而法國本土在1940年淪陷，霞飛號僅在建造進度為28%時便中止。維希法國時期，弗朗索瓦·達爾朗海軍上將多次向德國建議續建霞飛號，但因達爾朗在1942年倒戈到同盟國而中止。德國海軍在接收艦體後，以清空船台為由將其拆毀。

## 設計
1920年代，法國海軍為了開發航空母艦技術，將諾曼第級5號艦貝亞恩號從戰艦改裝成航空母艦。軍方原預計在吸取貝亞恩號的運行經驗後，在1930年代後期建造正規航空母艦，其標準排水量預計25,000公噸（25,000長噸）；但因當時法國的假想敵德國正受到凡爾賽和約限制，義大利也因地理位置而使航空母艦的建造停擺，加上華盛頓海軍條約的約束仍在，以及法國的財政困難，使法國軍方放棄建造航空母艦。
隨後因英國於1935年與德國簽訂英德海軍協定，打破德國海軍發展限制後，使法國海軍開始再度考慮航空母艦的造艦計畫案。為了因應新的海軍戰略形勢，法國海軍造船廠以1930年代的25,000公噸（25,000長噸）級航母建造提案為基礎做修改，提出更詳細的新航母規格。新航艦融合貝亞恩號與塔斯特司令官號兩艦設計，上層建築集中在右舷處，包括艦橋與煙囪；其飛行甲板長200（660英尺）、寬28（92英尺），另有2座機庫與升降梯，可容納40架單翼機。推進系統預計採用2組帕森型蒸汽渦輪發動機，輸出功率為120,000匹軸馬力（89,000千瓦特），在最高航速時可達33.5節（62.0每小時；38.6英里每小時）。
武器方面採用與敦克爾克級戰列艦同款的8門130（5.1英寸）/45倍徑1932年型高平兩用砲，以及8門37（1.5英寸）口徑高射砲、24挺霍奇克斯M1929重機槍。艦上預計可容納40架飛機，包括15架D.790戰鬥機、25架810型攻擊機，這些艦載機皆為單翼機，在戰時因法國投降而皆未投入生產。艦尾另有設置起重機，隨時可起降水上飛機。

## 建造與停工
1938年11月26日，霞飛號在聖納澤爾彭霍特船塢與造船廠放置龍骨，然而因二次世界大戰在隔年爆發，迫使造艦進度落後。當法國於1940年6月投降後，圣納澤爾龐奧埃船塢被德軍佔領，所有建造工程完全停擺。維希法國建立後，弗朗索瓦·达尔朗海軍上將多次建議續建，希望能將只完成28%的本艦完工，但德國海軍對於霞飛號的建造工程興趣缺缺而作罷。當达尔朗在1942年於北非倒戈到同盟國後，德國海軍接收霞飛號的船體，並將其拆毀。

## 後人二創
- 戰艦少女，碧藍航線等舰船拟人企划创作了以该舰为原型的拟人化形象。

## 註腳
1. 1 2  Polmar 2006，第86頁.
2. ↑  劉怡（2011年），第380页
3. ↑  劉怡（2011年），第379页
4. ↑  劉怡（2011年），第379-380页
5. ↑  Fontenoy 2006，第32頁.
6. ↑  劉怡（2011年），第380-381页
7. ↑  Hervé Coutau-Bégarie. Institut de Stratégie Comparée, Commission Française d'Histoire Militaire, Institut d'Histoire des Conflits Contemporains , 编. . stratisc.org.   [16 August 2008]. （原始内容存档于2008-09-24） （法语）.